# 森本浩二
森本 浩二（もりもと こうじ）は、日本の実業家、プロデューサー。株式会社アウローラ代表取締役社長。
バンダイビジュアル株式会社プロデュースセクションリーダー、バンダイビジュアル株式会社取締役、株式会社エモーション代表取締役社長、バンダイビジュアル株式会社執行役員などを歴任した。

## 来歴

### バンダイビジュアル
バンダイビジュアルでは、主としてコンテンツプロデュースを担当した。『新ゲッターロボ』や『スーパーロボット大戦OG -ディバイン・ウォーズ-』といったロボットアニメの制作に参加し、プロデューサーを務めた。また、ブロッコリーが展開したメディアミックスプロジェクトである「Project G.A.」にも参画し、『ギャラクシーエンジェル』にてプロデューサーを務めた。また、メディアミックスプロジェクトである「.hack」にも携わっていた。
同社のプロデュースセクションではリーダーを務めるとともに、制作推進グループのゼネラルマネージャーも兼任していた。さらに同社の取締役も務めていたが、バンダイナムコグループの組織改編によって、2008年3月1日にエモーションの代表取締役社長に転じた。それに伴い、2008年5月22日にバンダイビジュアルの取締役を退任し、新たに執行役員に就任した。

### エモーション
2010年には、自社独自の漫画レーベルとして「エモーションコミックス」を起ち上げ、漫画の単行本を定期的に刊行する方針を打ち出した。
また、メディアミックスプロジェクトである「Project MILKY HOLMES」にも参画し、『探偵オペラ ミルキィホームズ』ではエグゼクティブプロデューサーを務めた。

## 略歴
- 1987年 - 三菱電機株式会社入社[1]。
- 1997年 - バンダイビジュアル株式会社入社[1]。
- 2008年3月 - エモーション社長。
- 2008年5月 - バンダイビジュアル執行役員。
- 2013年2月 - 株式会社アウローラ設立[1]。

## 作品

### テレビアニメ
- 宇宙海賊ミトの大冒険（1999年） - アソシエイツ・プロデューサー
- ギャラクシーエンジェル（2001年、第1期） - プロデューサー
- フィギュア17 つばさ&ヒカル（2001年） - 製作プロデューサー
- おねがい☆ティーチャー（2002年） - プロデューサー
- ギャラクシーエンジェル（2002年、第2期） - プロデューサー
- .hack//SIGN（2002年） - プロデューサー
- ぴたテン（2002年） - プロデューサー
- ギャラクシーエンジェル（2002年 - 2003年、第3期） - プロデューサー
- .hack//黄昏の腕輪伝説（2003年） - プロデューサー
- デ・ジ・キャラットにょ（2003年） - プロデューサー
- おねがい☆ツインズ（2003年） - プロデューサー
- AVENGER（2003年） - プロデューサー
- ギャラクシーエンジェル（2004年、第4期） - プロデューサー
- パンダーゼット（2004年） - プロデューサー
- 絶対少年（2005年） - プロデューサー
- ガンパレード・オーケストラ（2005年 - 2006年） - プロデューサー
- .hack//Roots（2006年） - プロデューサー
- 姫様ご用心（2006年） - 企画
- イノセント・ヴィーナス（2006年） - 企画
- 攻殻機動隊 STAND ALONE COMPLEX Solid State Society（2006年） - 製作委員会
- ギャラクシーエンジェる〜ん（2006年） - プロデューサー
- スーパーロボット大戦OG -ディバイン・ウォーズ-（2006年 - 2007年） - プロデューサー
- 機神大戦ギガンティック・フォーミュラ（2007年） - 企画
- こどものじかん（2007年） - 企画
- キミキス pure rouge（2007年 - 2008年） - 企画
- true tears（2008年） - 企画
- 狂乱家族日記（2008年） - 企画
- 真マジンガー 衝撃! Z編（2009年） - プロデューサー
- ティアーズ・トゥ・ティアラ（2009年） - 企画
- CANAAN（2009年） - エグゼクティブプロデューサー
- 探偵オペラ ミルキィホームズ（2010年） - エグゼクティブプロデューサー
- 花咲くいろは（2011年） - エグゼクティブプロデューサー
- 探偵オペラ ミルキィホームズ サマー・スペシャル（2011年） - エグゼクティブプロデューサー
- 探偵オペラ ミルキィホームズ 第2幕（2012年） - エグゼクティブプロデューサー
- 探偵オペラ ミルキィホームズ Alternative ONE & TWO（2012年） - エグゼクティブプロデューサー
- D.C.III 〜ダ・カーポIII〜（2013年） - 協力
- 探偵歌劇 ミルキィホームズ TD（2015年） - プロデュース協力
- ろんぐらいだぁす!（2016年） - チーフプロデューサー
- 探偵オペラ ミルキィホームズ ファンファンパーリーナイト♪ 〜ケンとジャネットの贈り物〜（2016年） - プロデュース協力
- 探偵オペラ ミルキィホームズ アルセーヌ 華麗なる欲望（2017年） - プロデュース協力
- 探偵オペラ ミルキィホームズ サイコの挨拶（2018年） - プロデュース協力
- マブラヴ オルタネイティヴ（2021年） - 協力

### OVA
- 真ゲッターロボ対ネオゲッターロボ（2000年） - プロデューサー
- マジンカイザー（2001年） - プロデューサー
- マジンカイザー 死闘!暗黒大将軍（2003年） - プロデューサー
- 新ゲッターロボ（2004年） - プロデューサー
- スーパーロボット大戦ORIGINAL GENERATION THE ANIMATION（2005年） - プロデューサー
- 鬼公子炎魔（2006年） - 企画
- 装甲騎兵ボトムズ ペールゼン・ファイルズ（2007年） - 企画
- 君が望む永遠 〜Next Season〜（2007年） - 企画
- T.P.さくら 〜タイムパラディンさくら〜 時空樹防衛戦（2011年） - プロデューサー
- マジンカイザーSKL（2011年） - プロデューサー
- .hack//Quantum（2011年） - 制作協力
- カーニバル・ファンタズム（2011年） - スーパーバイザー
- Fate/Prototype（2011年） - スーパーバイザー
- 英雄伝説 空の軌跡 THE ANIMATION（2011年） - プロデューサー
- Under the Dog（2016年） - ジェネラルプロデューサー

### Webアニメ
- 幕末機関説 いろはにほへと（2006年） - プロデューサー
- スター・ウォーズ: ビジョンズ「村の花嫁」（2021年） - 企画プロデューサー

### アニメ映画
- 逮捕しちゃうぞ the MOVIE（1999年） - 宣伝
- GHOST IN THE SHELL / 攻殻機動隊2.0（2008年） - 製作委員会
- スカイ・クロラ The Sky Crawlers（2008年） - 製作委員会
- テイルズ オブ ヴェスペリア 〜The First Strike〜（2009年） - 制作協力
- ドットハック セカイの向こうに（2012年） - 特別協力
- 探偵オペラ ミルキィホームズ 〜逆襲のミルキィホームズ〜（2016年） - プロデュース協力

### 実写映画
- スキトモ（2007年） - プロデューサー